# مولن (اتریش)
مولن (به آلمانی: Molln) یک منطقهٔ مسکونی در اتریش است که در ناحیه کورچ‌دروف ان در کرمس واقع شده‌است.

## خصوصیات
مولن ۱۹۱٫۴ کیلومترمربع مساحت دارد  ۴۴۲ متر بالاتر از سطح دریا واقع شده‌است.

## جغرافیا
مولن قرار گرفته شده در ترانویتل. حدوداً ۷۰ درصد از شهر جنگل است و ۲۰ درصد زمین‌های کشاورزی می‌باشد.